# Guvernoratul Nabeul
Guvernoratul Nabeul este una dintre cele 24 guvernorate ale Tunisiei. Este situat în nord-estul țării, având o suprafață de 2.840 km² și 762.600 locuitori. Capitala are același nume Nabeul.

## Teritorii administrative
Guvernoratele sunt:
| Delegație             | Locuitori 2004 |
| --------------------- | -------------- |
| Béni Khalled          | 33 897         |
| Béni Khiar            | 35 565         |
| Bou Argoub            | 27 846         |
| Dar Châabane El Fehri | 39 477         |
| El Haouaria           | 39 378         |
| El Mida               | 23 667         |
| Grombalia             | 55 489         |
| Hammam El Guezaz      | 14 324         |
| Hammamet              | 95 468         |
| Kélibia               | 53 648         |
| Korba                 | 60 564         |
| Menzel Bouzelfa       | 33 599         |
| Menzel Temime         | 59 463         |
| Nabeul                | 59 490         |
| Soliman               | 41 846         |
| Takelsa               | 20 169         |